# سيسيل كامبل
سيسيل كامبل (بالإنجليزية: Cecil Campbell)‏ هو لاعب كرة مضرب أيرلندي، ولد في 4 مايو 1891 في دبلن في جمهورية أيرلندا، وتوفي في 11 مايو 1952 في القاهرة في مصر.

## وصلات خارجية
- سيسيل كامبل على موقع رابطة محترفي التنس (الإنجليزية)
- سيسيل كامبل على موقع الاتحاد الدولي لكرة المضرب (الإنجليزية)
- سيسيل كامبل على موقع كأس ديفيز (الإنجليزية)
- سيسيل كامبل على موقع أرشيف التنس.كوم (الإنجليزية)
- سيسيل كامبل على موقع خلاصة التنس.كوم (الإنجليزية)